# Frederic Brenton Fitch
Frederic Brenton Fitch (* 9. September 1908 in Greenwich, Connecticut; † 18. September 1987) war ein amerikanischer Logiker und der Entwickler des Fitch-Kalküls. In seinem 1963 veröffentlichten Aufsatz „A Logical Analysis of Some Value Concepts“ beweist er „Theorem 5“ (ursprünglich von Alonzo Church), welches später im Kontext des Paradoxes des möglichen Wissens berühmt wurde. Fitch war Professor an der Yale University. 1979 wurde er in die American Academy of Arts and Sciences aufgenommen.

## Bibliographie
- Symbolic Logic, An Introduction. Frederic Fitch, The Ronald Press Company, 1952
- A Logical Analysis of Some Value Concepts, Frederic Fitch, 1963
- „The Perfection of Perfection,“ Process and Divinity, William L. Reese and Eugene Freeman, eds. LaSalle, Ill.: Open Court, 1964

## Veröffentlichungen
- „Symbolic Logic, An Introduction“, The Ronald Press Company, 1952
- „A Logical Analysis of Some Value Concepts“, The Journal of Symbolic Logic, 28, 1963
- „A Revision of Hohfeld’s Theory of Legal Concepts“, Logique et Analyse, 10, 1967